# Neuses (Igersheim)
Neuses ist ein Ortsteil der Gemeinde Igersheim im Main-Tauber-Kreis in Baden-Württemberg.

## Geographie
Neuses liegt überwiegend am Westhang eines mäßig geböschten, zur Tauber führenden Kerbtales. Zur ehemaligen Gemeinde Neuses gehört neben dem Dorf Neuses (⊙) kein weiterer Wohnplatz.

## Geschichte

### Mittelalter
Der Ort wurde im Jahre 1273 erstmals urkundlich als Nusesz erwähnt. 1276 folgte eine weitere Erwähnung als Nuseze. Der Ort wurde wohl erst als hochmittelalterliche Ausbausiedlung von Igersheim her neu angelegt. Ein möglicher örtlicher Adel ist bei den zahlreichen Orten gleichen Namens nur schwer zuzuweisen. Von einer Burg vor Ort ist nichts bekannt. Im Jahre 1322 wird Walter von Neuses Edelknecht in unmittelbarer Nähe (in Weikersheim-Nassau) erwähnt. Die Herrschaft über den Ort entwickelte sich wie in Igersheim aus der hohenlohischen Vogtei über Besitz des Würzburger Neumünsterstifts. Die Zentherrschaft ging schon 1303 über, die Ortsherrschaft endgültig 1411 an den Deutschen Orden mit dem Deutschordensamt Neuhaus (Burg Neuhaus).

### Neuzeit
1809 gelangte der Ort zu Württemberg ans Oberamt Mergentheim, daraufhin zur Gemeinde Harthausen. Zwischen 1815 und 1823 war Neuses selbständig.
Am 1. Januar 1972 wurde Neuses gemeinsam mit Bernsfelden, Harthausen und Simmringen in die Gemeinde Igersheim eingemeindet.

### Einwohnerentwicklung
Die Bevölkerung von Neuses entwickelte sich wie folgt:
| Jahr | Gesamt |
| ---- | ------ |
| 1961 | 258    |
| 1970 | 226    |
| 2017 | 265    |

## Religion
Neuses gehört kirchlich zu Igersheim. Im Jahre 1710 wurde die katholische Kirche St. Antonius aus Stiftungsmitteln der Gemeinde erbaut. 1868 wurde der Ort katholische Pfarrkuratie. Neuses wird heute von Wachbach aus pastoriert.

## Kultur und Sehenswürdigkeiten

### Pfarrkirche St. Antonius
Die im Jahre 1710 errichtete römisch-katholische Pfarrkirche St. Antoniuskirche befindet sich im Ort. Es handelt sich um einen Saalbau mit Dachreiter und eingezogenem Chor. Daneben befinden sich um die Kirche Kleindenkmale wie beispielsweise ein Friedhofskreuz von 1856 und eine Mariengrotte, die wohl vom Anfang des 20. Jahrhunderts stammt.

### Weitere Sehenswürdigkeiten
Sehenswert sind daneben die „Alte Schmiede“ und ein geopathologischer Lehrpfad.

## Wirtschaft und Infrastruktur

### Verkehr
Neuses ist aus nördlicher und aus südöstlicher Richtung jeweils über die K 2848 zu erreichen. Aus südlicher Richtung ist der Ort über die K 2850 zu erreichen. Die K 2848 und die K 2850 werden im Ortsbereich als Igersheimer Straße bezeichnet.

### Wohnen und Bauen
Im Jahre 1973 entstand das neue Wohngebiet Haukele.